# Lekkoatletyka na Igrzyskach Śródziemnomorskich 1979
Zawody lekkoatletyczne na  igrzyskach śródziemnomorskich w 1979 odbyły się we wrześniu w Splicie, w 23 konkurencjach męskich i 14 kobiecych.

## Wyniki

### Mężczyźni

#### konkurencje biegowe
| Konkurencja:                       | 1. miejsce                                                                        | Rezultat   | 2. miejsce                                                                              | Rezultat | 3. miejsce                                                                     | Rezultat |
| Bieg na 100 metrów                 | Pietro Mennea · Włochy                                                            | 10,24      | Gianfranco Lazzer · Włochy                                                              | 10,47    | Philippe Lejoncour · Francja                                                   | 10,56    |
| Bieg na 200 metrów                 | Luciano Caravani · Włochy                                                         | 20,74      | Bernard Petitbois · Francja                                                             | 21,02    | Georgios Tzouvaras · Grecja                                                    | 21,14    |
| Bieg na 400 metrów                 | Francis Demarthon · Francja                                                       | 45,89 GR   | Didier Dubois · Francja                                                                 | 46,11    | Josip Alebić · Jugosławia                                                      | 46,24    |
| Bieg na 800 metrów                 | Dragan Životić · Jugosławia                                                       | 1:45,20 GR | Abderrahmane Morceli · Algieria                                                         | 1:46,38  | Sotirios Moutsanas · Grecja                                                    | 1:46,66  |
| Bieg na 1500 metrów                | José Marajo · Francja                                                             | 3:41,00 GR | Dragan Zdravković · Jugosławia                                                          | 3:12,22  | Abderrahmane Morceli · Algieria                                                | 3:41,40  |
| Bieg na 5000 metrów                | Luigi Zarcone · Włochy                                                            | 13:45,11   | Rachid Habchaoui · Algieria                                                             | 13:47,24 | El Hachemi Abdenouz · Algieria                                                 | 13:57,55 |
| Bieg na 10 000 metrów              | Abdelmadjid Mada · Algieria                                                       | 28:33,08>  | Luigi Zarcone · Włochy                                                                  | 28:39,06 | Rachid Habchaoui · Algieria                                                    | 28:59,72 |
| Maraton                            | Michalis Kousis · Grecja                                                          | 2:06:53    | Marco Marchei · Włochy                                                                  | 2:07:15  | Mehmet Terzi · Turcja                                                          | 2:10:11  |
| Bieg na 110 metrów przez płotki    | Borisav Pisić · Jugosławia                                                        | 13,85      | Giuseppe Buttari · Włochy                                                               | 13,88    | Javier Moracho · Hiszpania                                                     | 13,92    |
| Bieg na 400 metrów przez płotki    | Rok Kopitar · Jugosławia                                                          | 49,70 GR   | Claude Anicet · Francja                                                                 | 50,85    | Fulvio Zorn · Włochy                                                           | 50,90    |
| Bieg na 3000 metrów z przeszkodami | Mariano Scartezzini · Włochy                                                      | 8:24,19    | Domingo Ramón · Hiszpania                                                               | 8:25,75  | Philippe Gauthier · Francja                                                    | 8:27,26  |
| Sztafeta 4 × 100 metrów            | Włochy · Gianfranco Lazzer · Luciano Caravani · Giovanni Grazioli · Pietro Mennea | 39,27 GR   | Francja · Philippe Lejoncour · Bernard Petitbois · Lucien Sainte-Rose · Antoine Richard | 39,98    | Jugosławia · Janez Sagadin · Dragan Zarić · Aleksandar Popović · Borisav Pisić | 40,53    |
| Sztafeta 4 × 400 metrów            | Francja · Jacques Fellice · Robert Froissart · Didier Dubois · Francis Demarthon  | 3:03,67 GR | Jugosławia · Željko Knapić · Dragan Životić · Rok Kopitar · Josip Alebić                | 3:04,33  | Włochy · Alfonso Di Guida · Flavio Borghi · Stefano Malinverni · Roberto Tozzi | 3:04,61  |
| Chód na 20 kilometrów              | Gérard Lelièvre · Francja                                                         | 1:23:51 GR | Josep Marín · Hiszpania                                                                 | 1:24:18  | Carlo Mattioli · Włochy                                                        | 1:24:56  |

#### konkurencje techniczne
| Konkurencja:   | 1. miejsce                     | Rezultat    | 2. miejsce                   | Rezultat | 3. miejsce                      | Rezultat |
| Skok wzwyż     | Massimo Di Giorgio · Włochy    | 2,26 GR     | Oscar Raise · Włochy         | 2,24     | Danial Temim · Jugosławia       | 2,20     |
| Skok o tyczce  | Philippe Houvion · Francja     | 5,30 GR     | Jean-Michel Bellot · Francja | 5,30     | Roger Oriol · Hiszpania         | 5,10     |
| Skok w dal     | Nenad Stekić · Jugosławia      | 8,21 GR     | Philippe Deroche · Francja   | 8,04     | Miljenko Rak · Jugosławia       | 7,62     |
| Trójskok       | Bernard Lamitié · Francja      | 16,90 GR    | Miloš Srejović · Jugosławia  | 16,55    | Milan Spasojević · Jugosławia   | 16,55    |
| Pchnięcie kulą | Vladimir Milić · Jugosławia    | 20,58 GR    | Nagui Asaad · Egipt          | 19,70    | Ivan Ivančić · Jugosławia       | 19,13    |
| Rzut dyskiem   | Armando De Vincentiis · Włochy | 57,96       | Hassan Ahmed Hamad · Egipt   | 56,06    | Silvano Simeon · Włochy         | 55,06    |
| Rzut młotem    | Giampaolo Urlando · Włochy     | 69,92 GR    | Faustino De Boni · Włochy    | 69,42    | Edoardo Podberscek · Jugosławia | 68,56    |
| Rzut oszczepem | Penisio Lutui · Francja        | 81,08 GR    | Tarek Chaabani · Tunezja     | 78,42    | Neđo Đurović · Jugosławia       | 76,74    |
| Dziesięciobój  | Éric Motti · Francja           | 7744 pkt GR | Darko Cujnik · Jugosławia    | 7345 pkt | Joško Vlašić · Jugosławia       | 7327 pkt |

### Kobiety

#### konkurencje biegowe
| Konkurencja:                    | 1. miejsce                                                                        | Rezultat   | 2. miejsce                                                                 | Rezultat | 3. miejsce                                                                   | Rezultat |
| Bieg na 100 metrów              | Chantal Réga · Francja                                                            | 11,48 GR   | Marisa Masullo · Włochy                                                    | 11,56    | Laura Miano · Włochy                                                         | 11,67    |
| Bieg na 200 metrów              | Marisa Masullo · Włochy                                                           | 23,26      | Annie Alizé · Francja                                                      | 23,37    | Claudine Mas · Francja                                                       | 24,03    |
| Bieg na 400 metrów              | Jelica Pavličić · Jugosławia                                                      | 52,96      | Ana Guštin · Jugosławia                                                    | 54,57    | Georgia Troumbouki · Grecja                                                  | 54,93    |
| Bieg na 800 metrów              | Gabriella Dorio · Włochy                                                          | 2:01,78 GR | Agnese Possamai · Włochy                                                   | 2:03,73  | Nađa Avdibašić · Jugosławia                                                  | 2:04,73  |
| Bieg na 1500 metrów             | Margherita Gargano · Włochy                                                       | 4:06,71 GR | Gabriella Dorio · Włochy                                                   | 4:07,07  | Sakina Boutamine · Algieria                                                  | 4:10,60  |
| Bieg na 100 metrów przez płotki | Laurence Elloy · Francja                                                          | 13,87 GR   | Elissavet Pantazi · Grecja                                                 | 14,33    | Patrizia Lombardo · Włochy                                                   | 14,85    |
| Sztafeta 4 × 100 metrów         | Francja · Annie Alizé · Emma Sulter · Claudine Mas · Chantal Réga                 | 44,58 GR   | Włochy · Irma Galli · Patrizia Lombardo · Marisa Masullo · Laura Miano     | 45,32    | Grecja · Irini Pagdati · Alexandra Siulis · Elisavet Pantazi · Marula Lambru | 46,17    |
| Sztafeta 4 × 400 metrów         | Jugosławia · Jelica Pavličić · Nađa Avdibašić · Elizabeta Božinovska · Ana Guštin | 3:38,91    | Francja · Annie Alizé · Florence Picaut · Véronique Renties · Claudine Mas | 3:56,84  | ------                                                                       |          |

#### konkurencje techniczne
| Konkurencja:   | 1. miejsce                | Rezultat | 2. miejsce                      | Rezultat | 3. miejsce                    | Rezultat |
| Skok wzwyż     | Sara Simeoni · Włochy     | 1,98 GR  | Donatella Bulfoni · Włochy      | 1,81     | Lidija Benedetič · Jugosławia | 1,75     |
| Skok w dal     | Marula Lambru · Grecja    | 6,32 GR  | Snežana Dančetović · Jugosławia | 6,20     | Amanda Naval · Hiszpania      | 6,06     |
| Pchnięcie kulą | Léone Bertimon · Francja  | 16,80 GR | Soultana Saroudi · Grecja       | 16,69    | Cinzia Petrucci · Włochy      | 16,70    |
| Rzut dyskiem   | Renata Scaglia · Włochy   | 52,92 GR | Fathia Jerbi · Tunezja          | 49,24    | Kosa Stojković · Jugosławia   | 48,82    |
| Rzut oszczepem | Sofia Sakorafa · Grecja   | 57,96 GR | Fausta Quintavalla · Włochy     | 57,06    | Borbala Menyhart · Jugosławia | 54,50    |
| Pięciobój      | Florence Picaut · Francja | 4424 pkt | Breda Lorenci · Jugosławia      | 4180 pkt | Barbara Bachlechner · Włochy  | 3994 pkt |

## Tabela medalowa
| Miejsce | Reprezentacja | Złoto | Srebro | Brąz | Razem |
| 1       | Włochy        | 13    | 12     | 8    | 33    |
| 2       | Francja       | 13    | 8      | 3    | 24    |
| 3       | Jugosławia    | 7     | 7      | 13   | 27    |
| 4       | Grecja        | 3     | 2      | 4    | 9     |
| 5       | Algieria      | 1     | 2      | 4    | 7     |
| 6       | Hiszpania     | 0     | 2      | 3    | 5     |
| 7       | Egipt         | 0     | 2      | 0    | 2     |
| 7       | Tunezja       | 0     | 2      | 0    | 2     |
| 9       | Turcja        | 0     | 0      | 1    | 1     |
| Poz.    | Razem:        | 37    | 37     | 36   | 110   |